# Beverly Wilshire Hotel

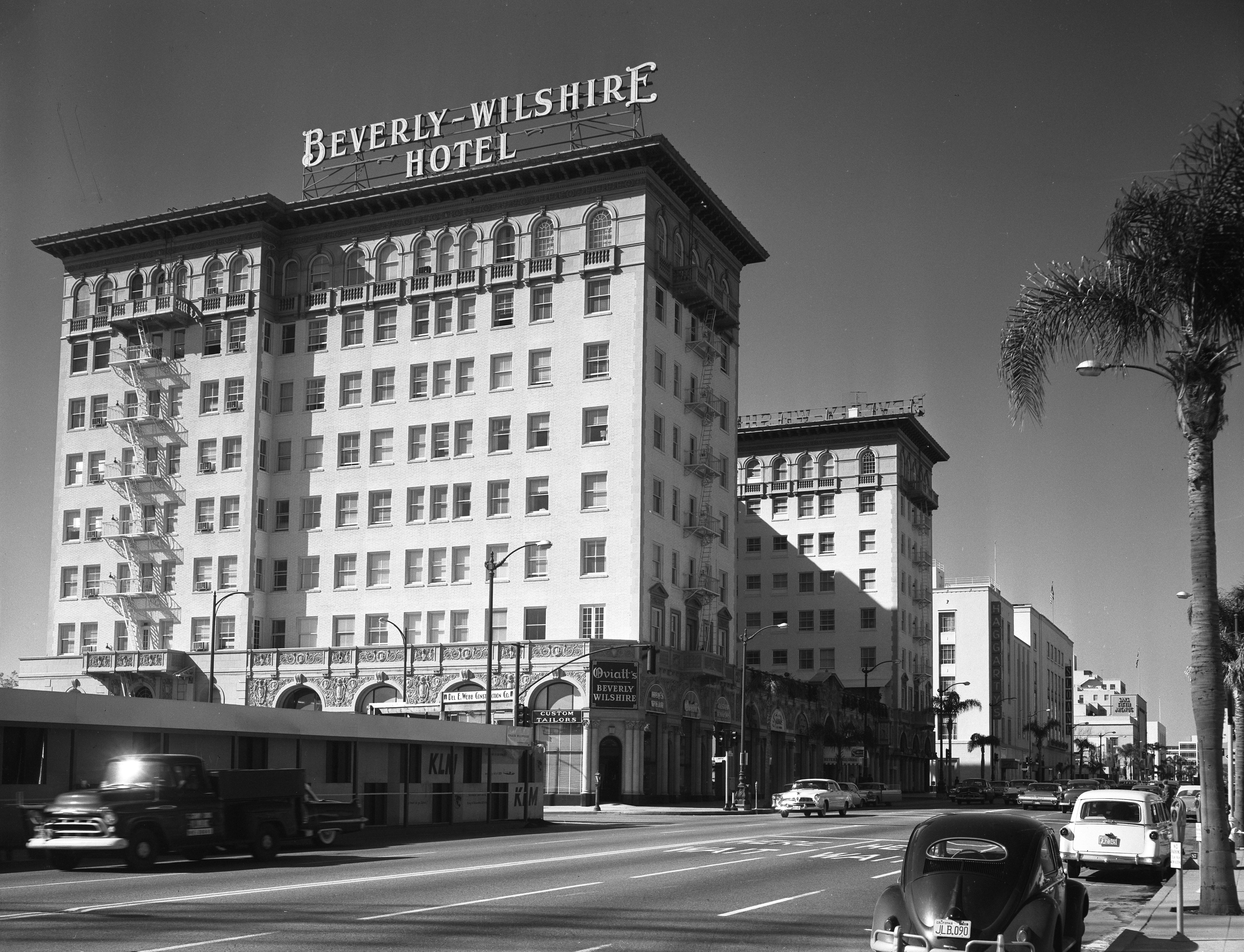
Beverly Wilshire Hotel в 1959.

Beverly Wilshire Hotel — исторический отель, расположенный на восточной стороне Южной части Родео-Драйв в Беверли Хиллз.

## История
Отель был построен Уолтером Дж. Маккарти на месте бывшего Beverly Hills Speedway. Строительство закончилось в 1928 году (на тот момент в городе проживало 18 000 жителей), первоначально название «Beverly Wilshire Hotel» было «Beverly Wilshire Apartment Hotel». Здание имеет Е-образную форму и построено в итальянском стиле эпохи Возрождения, в отделке применен специальный тосканский камень и каррарский мрамор. С 2006 года в отеле работает ресторан «Cut».
В 1940 году началась реконструкция отеля: появился олимпийский бассейн, теннисные корты, а название сменилось на «Beverly Wilshire».
Отель перестраивался ещё несколько раз в 1958 году и в 1961 году, когда он был приобретен группой инвесторов во главе с Эрнандо Куртихайт.
В отеле бывали многие известные люди:
- певец Элвис Пресли;
- актёр Уоррен Битти, который жил здесь несколько лет;
- Джон Леннон несколько месяцев жил здесь отдельно от своей жены Йоко Оно;
- политики — президент США Барак Обама, император Японии Хирохито, Далай-лама и Садруддина Ага Хана;
- актёры — Майкл Кейн, Майкл Дуглас, Фарра Фосетт, Дастин Хоффман, Анжелика Хьюстон, Элтон Джон, Роберт Паттинсон, Уолтер Маттау и Аль Пачино.

Американская светская львица и наследницы сети универмагов Woolworth Барбара Хаттон провела последние годы своей жизни в отеле и умерла там в мае 1979 года.
В 1985 году 395 люксов отеля были приобретены Regent International Hotels, а с 1992 года отель находится под управлением Four Seasons Hotels и Resorts.
В 1990 Beverly Wilshire стал местом для съемок фильма «Красотка», а также для фильма «Красавцы» на канале HBO, который снимался здесь с 2004 по 2011 год.

## Известные посетители
В субботу, 9 октября 1937 года, Ф. Скотт Фицджеральд обедал в «Беверли Уилшир» с Джиневрой Кинг, которую он знал, когда они оба были молоды, и которая, как считается, была моделью для Дейзи Бьюкенен в его «Великом Гэтсби».
Во время турне в 1940 году «Беверли Уилшир» был единственным крупным отелем Лос-Анджелеса, готовым принять Пола Робсона из-за его расы по непомерно высокой цене и при условии, что он зарегистрируется под вымышленным именем, и поэтому он каждый день проводил по два часа после обеда, сидя в вестибюле, где его широко узнавали, «чтобы убедитесь, что в следующий раз, когда черные придут сюда, им будет где остановиться». Вскоре после этого отели Лос-Анджелеса сняли свои ограничения для чернокожих гостей.
Элвис Пресли, а позже Уоррен Битти провели в этом отеле несколько лет. Это также был дом Джона Леннона, когда он на несколько месяцев расстался со своей женой Йоко Оно.
Американская светская львица и наследница универмага Woolworth Барбара Хаттон провела свои последние годы почти в бедности и со слабым здоровьем в отеле и умерла там в мае 1979 года.
В 1990 году Беверли-Уилшир был основной декорацией для фильма «Красотка», хотя большинство внутренних сцен на самом деле снимались в несуществующем отеле Ambassador неподалёку. Он также стал обычным местом съемок телесериала HBO «Красавцы», где актёры и съемочная группа снимались не менее трех раз за сезон, когда сериал выпускался с 2004 по 2011 год.